# An Unearthly Child
 An Unearthly Child  (ook wel  100,000 BC  en  The Tribe of Gum  genoemd) is het eerste verhaal in de sciencefictionserie Doctor Who dat op televisie werd uitgezonden. Het bestaat uit vier delen en de British Broadcasting Corporation zond deze in november en december 1963 uit. Anthony Coburn schreef op basis van een ontwerp van C.E. Webber het script. De door Webber bedachte hoofdpersonages (The Doctor, gespeeld door William Hartnell, en diens vrouwelijke kompaan Susan Foreman) komen in dit verhaal voor het eerst voor.
BBC One zond de eerste aflevering op 23 november 1963 uit om kwart voor vijf 's middags, tachtig seconden later dan gepland. Deze uitzending werd voorafgegaan door een nieuwsbericht over de moord op president Kennedy, die een dag eerder plaatsvond. De uitzending trok 4,4 miljoen kijkers, ongeveer 9,1 procent van het totale kijkerspubliek in het Verenigd Koninkrijk. Een week later liet de BBC de tweede aflevering, getiteld "The Cave of Skulls", voorafgaan door een herhaling van "An Unearthly Child".
Elke aflevering kostte ongeveer drieduizend pond om te maken.

## Afleveringen
1. "An Unearthly Child" - 23 november 1963
2. "The Cave of Skulls" - 30 november 1963
3. "The Forest of Fear" - 7 december 1963
4. "The Firemaker" - 14 december 1963

## Rolverdeling
- William Hartnell - The Doctor
- Carole Ann Ford - Susan Foreman, een metgezel en kleindochter van The Doctor
- William Russell - Ian Chesterton, een leraar van Susan
- Jacqueline Hill - Barbara Wright, een lerares van Susan